# Сіценко (гміна)
Гміна Сіценко (пол. Gmina Sicienko) — сільська гміна у північній Польщі. Належить до Бидґозького повіту Куявсько-Поморського воєводства.
Станом на 31 грудня 2011 у гміні проживало 9613 осіб.

## Площа
Згідно з даними за 2007 рік площа гміни становила 179.46 км², у тому числі:
- орні землі: 70.00%
- ліси: 19.00%

Таким чином, площа гміни становить 12.87% площі повіту.

## Населення
Станом на 31 грудня 2011:
| Опис     | Загалом | Загалом | Чоловіки | Чоловіки | Жінки | Жінки |
| -------- | ------- | ------- | -------- | -------- | ----- | ----- |
| одиниця  | осіб    | %       | осіб     | %        | осіб  | %     |
| все      | 9613    | 100     | 4901     | 50.98    | 4712  | 49.02 |
| міське   | 0       | 100     | 0        |          | 0     |       |
| сільське | 9613    | 100     | 4901     | 50.98    | 4712  | 49.02 |

## Сусідні гміни
Гміна Сіценко межує з такими гмінами: Біле Блота, Короново, Мроча, Накло-над-Нотецем, Венцборк.